# التصحر في الجزائر
ظاهرة التصحر في الجزائر، 
(بالفرنسية: Désertification en Algérie)‏، هي ظاهرة جغرافية تعني انخفاض أو تدهور قدرة الإنتاج البيولوجي للأرض، مما قد يفضي في النهاية إلى خلق ظروف شبه صحراوية، أو بعبارة أخرى تدهور خصوبة أراضي منتجة سواء كانت مراعي أو مزارع تعتمد على الري المطري أو مزارع مروية، بأن تصبح أقل إنتاجية إلى حد كبير، أو ربما تفقد خصوبتها كليا.

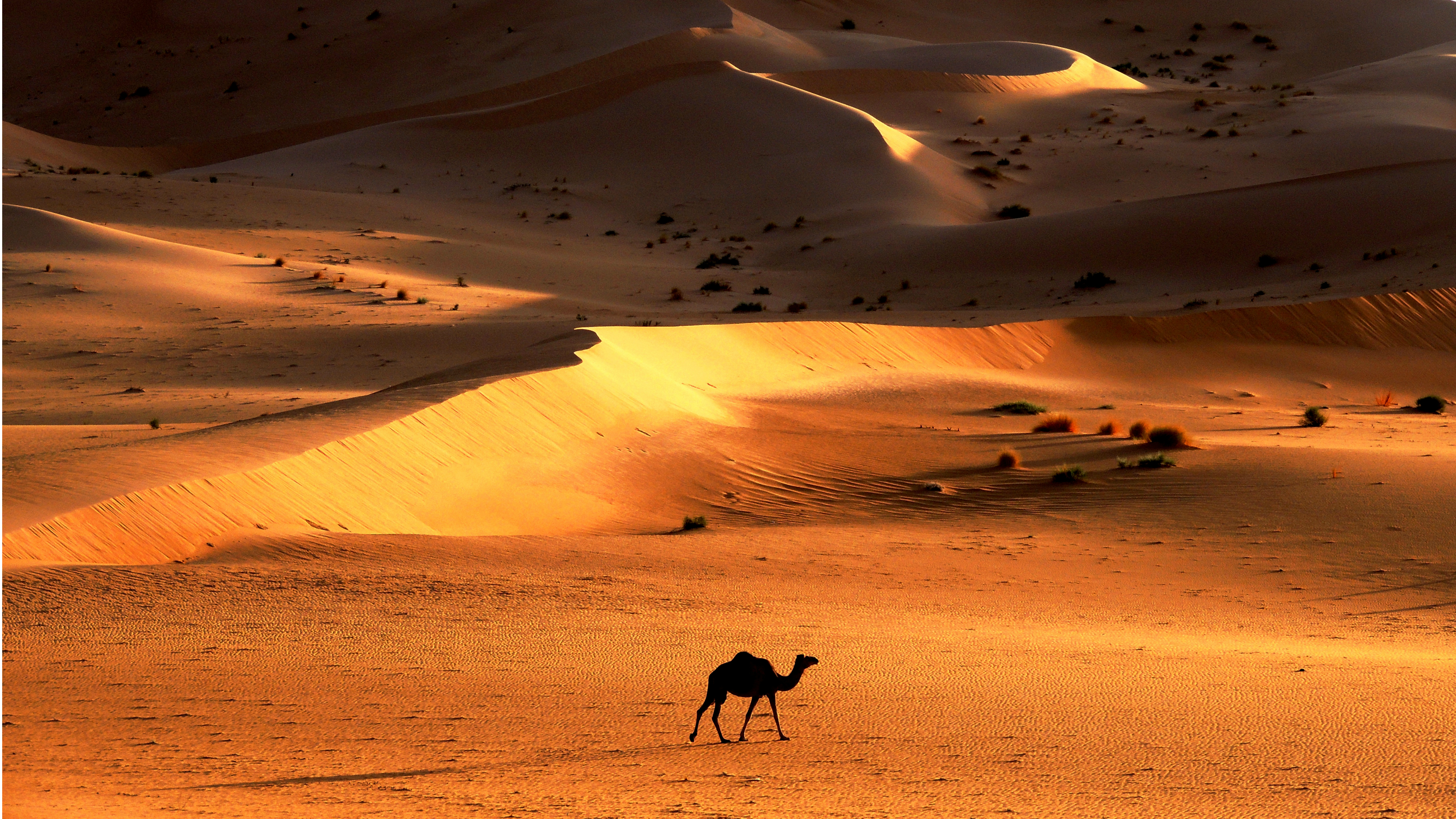
صحراء الجزائر

وقد اشتقت كلمة التصحر من الصحراء، والصحراء إقليم بيومناخي تكون بعد انتهاء العصر المطير، وحلول العصر الجاف أي أنه تكون من منذ خمسين ألف سنة مضت. والإقليم الصحراوي يتفاوت ما بين الصحراء الحارة والمعتدلة والباردة، فالصحراء الكبرى وصحراء الصومال وصحراء الربع الخالي في المملكة العربية السعودية هي من نوع الصحاري الحارة الجافة، في حين نجد أن بادية الشام بما فيها الصحراء الأردنية من الصحاري المعتدلة الجافة.

## أسباب التصحر
تعود مبدئيا ظاهرة التصحر إلى الموقع الفلكي للمجالات القارية الواسعة (أي المدارين) حيث يختل التوازن بين حرارة الإسطاع الشمسي والرطوبة
1. تناقص كميات مطر في السنوات التي بتعاقب فيها الجفاف.
2. فقر الغطاء النباتي يقلل من التبخر، وبالتالي يقلل من هطول الأمطار، كما أنه يعرض التربة إلى الانجراف ويقلل من خصوبتها.
3. انجراف التربة بفعل الرياح والسيول، ونقلها من مواضعها إلى مواضع أخرى.
4. التعرية أو الانجراف. وتعد التعرية في المناطق الجافة وشبه الجافة أداة حدوث الصحراء، أما تجريف التربة الزراعية، فهو ببساطة عمل تخريبي من فعل الإنسان غير الواعي، مثل استخدام الطبقة السطحية في صناعة طوب البناء.
5. زحف الكثبان الرملية.

### أسباب بشرية
1. الضغط السكاني على البيئة. تعدي الإنسان على النباتات باجتثاثه لها. تعدي على الأراضي بتحويلها إلى منشآت سكنية وصناعية وغيرها.
2. أساليب استخدام الأراضي الزراعية، ويتمثل فيما يلي:

أساليب تتعلق بإعداد الأرض للزراعة كالحراثة العميقة والخاطئة.
أساليب تتعلق بالختيار الأنماط المحصولية والدورة الزراعية.
أساليب تتعلق بالممارسات الزراعية نفسها كالري والصرف والتسميد والحصاد.
1. الاستغلال السيئ للموارد الطبيعية ويتمثل فيما يلي:
2. استنزاف الموارد الجوفية والتربة يعرضهما للتملح وتدهور نوعيتهما والملوحة أو التمليح نوع من التصحر.
3. الرعي الجائز وغير المنظم يسبب إزالة الغطاء النباتي، وبالتالي تتهيأ الفرصة للزحف الصحراوي.

وقد اشتقت كلمة التصحر من الصحراء، والصحراء إقليم بيومناخي تكون بعد انتهاء العصر المطير، وحلول العصر الجاف أي أنه تكون من منذ خمسين ألف سنة مضة. والإقليم الصحراوي يتفاوة ما بين الصحراء الحارة والمعتدلة والباردة، فالصحراء الكبرى وصحراء الصومال وصحراء الربع الخالي في المملكة العربية السعودية هي من نوع الصحاري الحارة الجافة، في حين نجد أن بادية الشام بما فيها الصحراء الأردنية من الصحاري المعتدلة الجافة.

### أسباب التصحر
1. تناقص كميات مطر في السنوات التي بتعاقب فيها الجفاف.
2. فقر الغطاء النباتي يقلل من التبخر، وبالتالي يقلل من هطول الأمطار، كما أنه يعرض التربة إلى الانجراف ويقلل من خصوبتها.
3. انجراف التربة بفعل الرياح والسيول، ونقلها من مواضعها إلى مواضع أخرى.
4. التعرية أو الانجراف.. وتعد التعرية في المناطق الجافة وشبه الجافة أداة حدوث الصحراء، أما تجريف التربة الزراعية، فهو ببساطة عمل تخريبي من فعل الإنسان غير الواعي، مثل استخدام الطبقة السطحية في صناعة طوب البناء.
5. زحف الكثبان الرملية.